# Brosimum gaudichaudii
Brosimum gaudichaudii és una espècie botànica del gènere Brosimum, de la família Moraceae de les angiospermes, que inclou els Ficus i les moreres en el gènere. És endèmica del Brasil i Bolívia.

## Descripció
És un arbust lletós i petit, molt comú a la zona del Cerrado, al mig oest de Brasil. És cilíndric, amb branques estriades fosques i fulles dures, el·líptiques o oblongues, sense pèl en la part superior i pubescents en el revers. Té les flors recollides en un receptacle globós, en la part axil·lar de les fulles, i fruits de color groc-taronja d'uns 5 cm de diàmetre.

## Propietats medicinals
L'ingredient actiu de la planta és una furocumarina present en les arrels, l'escorça i el fruit verd. S'utilitza principalment en el tractament de vitíligen i altres malalties que causen despigmentació.

## Usos / Indicacions
Bronquitis, discromia, grip, mala circulació sanguínia, despigmentació de la pell per vitiligen o altres taques, úlcera estomacal, refredats i altres malalties.

## Taxonomia
Brosimum gaudichaudii va ser descrit per Auguste Adolphe Lucien Trécul i publicat en Annales des Sciences Naturelles; Botanique, sér. 3 8: 140. 1847.
Etimologia
Brosimum: nom genèric que deriva de la paraula grega: brosimus que significa «comestible».
gaudichaudii: epítet
Sinonímia
- Alicastrum gaudichaudii (Trécul) Kuntze
- Brosimum glaucifolium Ducke
- Brosimum pusillum Hassl.
- Piratinera gaudichaudii (Trécul) Ducke[3]